# إير ماستر
إير ماستر (باليابانية: エアマスター، بالروماجي: Ea Masutā) (بالإنجليزية: Air Master)‏ هي سلسلة مانغا سينن يابانية من تأليف ورسم يوكوسارو شيباتا، نشرت من قبل هاكسينشا في مجلة يونغ انيمال، في عام 1997 حتى عام 2006، وتم تجمع فصول المانغا في 28 تانكوبون. أنتجت إلى أنمي تلفزيوني من قبل استوديو توي أنيميشن، عرض الأنمي في 1 أبريل عام 2003 واستمر عرضه 30 سبتمبر عام 2003، على تلفزيون نيبون، وتكون من 27 حلقة.

## القصة
تدور أحداث القصة في مدينة طوكيو التي فيها صراعات عنيفة بين متبارين من مختلفة الاعمار في قتال الشوارع لمعرفة من الأقوى فيما بينهم.

## الشخصيات
ماكي أيكاوا (باليابانية: 相川 摩季، بالروماجي: Aikawa Maki)
مؤدية الصوت: رومي باكو
يو ناكيغاوا (باليابانية: 滝川 ユウ، بالروماجي: Takigawa Yū)
مؤدية الصوت: ماريكو سوزوكي
ميتشيرو كاواموتو(باليابانية: 川本 みちる، بالروماجي: Kawamoto Michiru)
مؤدية الصوت: ماسومي أسانو
مينا ناكانوتاني (باليابانية: 中ノ谷 美奈، بالروماجي: Nakanotani Mina)
مؤدية الصوت: يوكانا
رينغي إينوي (باليابانية: 乾 蓮華، بالروماجي: Inui Renge)
مؤدية الصوت: توموكو كانيدا
شيرو سايكي (باليابانية: 佐伯 四郎، بالروماجي: Saeki Shiro)
مؤدي الصوت: توشيو فوروكاوا
ميوري سايكي (باليابانية: 佐伯 みおり، بالروماجي: Saeki Miori)
مؤدية الصوت: يوكيكو هيروتسو
كاوري ساكياما (باليابانية: 崎山 香織، بالروماجي: Sakiyama Kaori)
مؤدية الصوت: ميكا دوي
جوليتا ساكاموتو (باليابانية: 坂本 ジュリエッタ، بالروماجي: Sakamoto Jurietta)
مؤدي الصوت: كينيو هوريوتشي
كينجيرو كيتايدا (باليابانية: 北枝 金次郎، بالروماجي: Kitaeda Kinjirō)
مؤدي الصوت: كينتارو إيتو
كاي سانباغيتا (باليابانية: サンパギータ・カイ، بالروماجي: Sanpagīta Kai)
مؤدي الصوت: ميتشي إيشيزوكا
شينوسوكي توكيتا (باليابانية: 時田 伸之助، بالروماجي: Tokita Shinnosuke)
مؤدي الصوت: توموكازو سيكي
لوتشا ماستير (باليابانية: ルチャマスター، بالروماجي: Rucha Masutā?)
مؤدي الصوت: أونشو إيشيزوكا
تسوكيو تاكيتسوغو (باليابانية: 武 月雄، بالروماجي: Taketsugu Tsukio?)
مؤدي الصوت: كيهاتشيرو أويمورا
ريتشي ميشيما (باليابانية: 三島麗一، بالروماجي: Mishima Reiichi)
مؤدي الصوت: دايسكي ساكاغوتشي
فوكاميتشي (باليابانية: 深道، بالروماجي: Fukamichi)
مؤدي الصوت: كازوناري تاناكا
شون ياشيكي (باليابانية: 屋敷 俊، بالروماجي: Yashiki Shun)
مؤدي الصوت: كازوناري تاناكا
يوشينوري كونيشي (باليابانية: 小西 良徳، بالروماجي: Konishi Yoshinori)
مؤدي الصوت: كاتسويوكي كونيشي

## وصلات خارجية
- إير ماستر على موقع توي أنيميشن باللغة اليابانية
- إير ماستر على موقع VAP باللغة اليابانية
- إير ماستر على موقع ANN manga (الإنجليزية)